# Hydropsyche lobata
Hydropsyche lobata är en nattsländeart som beskrevs av Mclachlan 1884. Hydropsyche lobata ingår i släktet Hydropsyche och familjen ryssjenattsländor. Inga underarter finns listade i Catalogue of Life.